# Calliphora vicina
Calliphora vicina är en tvåvingeart som beskrevs av Jean-Baptiste Robineau-Desvoidy 1830. Calliphora vicina ingår i släktet Calliphora och familjen spyflugor. Arten är reproducerande i Sverige. Inga underarter finns listade i Catalogue of Life.

## Bildgalleri

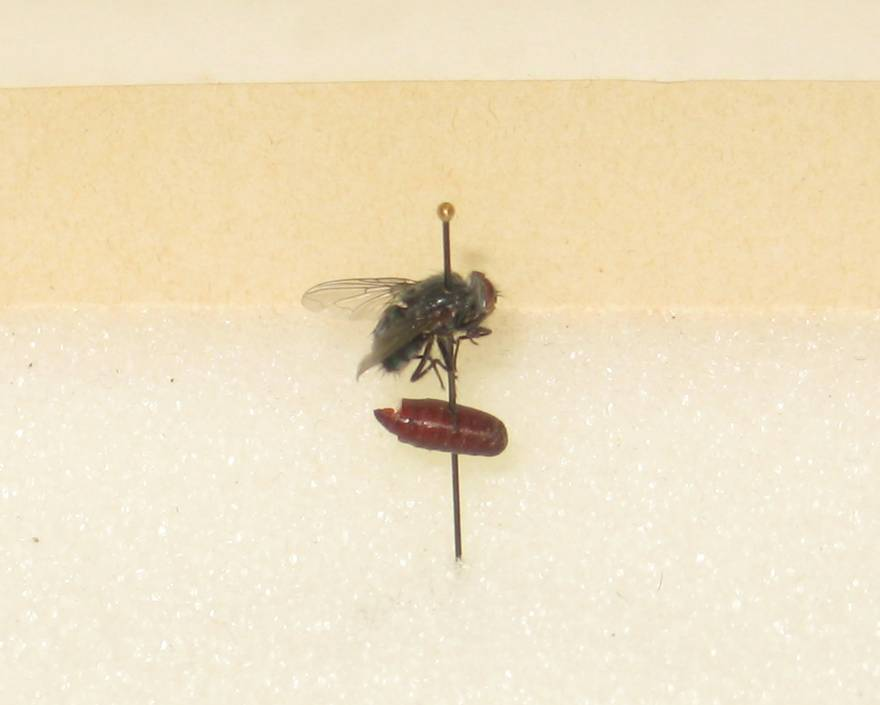
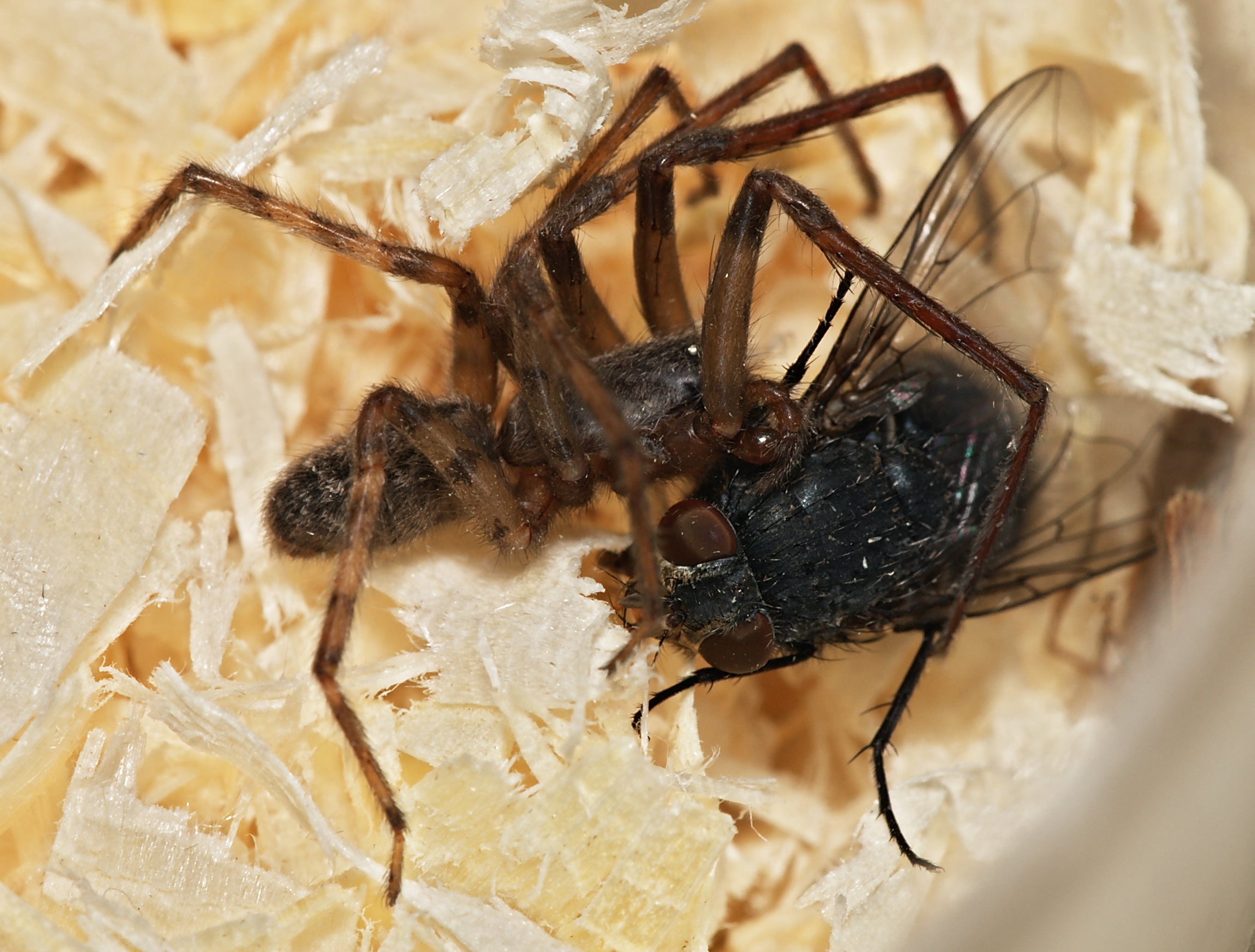